# Coppa del mondo individuale di lotta 2020
La Coppa del mondo individuale di lotta 2020 si è svolta presso la Štark Arena di Belgrado, in Serbia, dal 12 al 18 dicembre 2020. Si è trattato di un evento sostitutivo dei campionati mondiali di lotta 2020, che avrebbero dovuto svolgersi nello stesso luogo, ma sono stati annullati per la mancata soddisfazione dei criteri stabiliti dall'UWW Bureau, che prevedevano la partecipazione di almeno 8 delle 10 migliori Nazioni dei campionati del mondiali 2019 ed il 70% degli atleti totali. Infatti, a causa della pandemia di COVID-19 alcune federazioni nazionali avevano rinunciato a partecipare ai mondiali.

## Partecipanti
Hanno preso parte alla competizione 505 atleti in rappresentanza di 51 distinte federazioni di lotta nazionali.

## Podi

### Lotta libera maschile
| Evento | Oro                           | Argento                            | Bronzo                                   |
| 57 kg  | Zaur Uguev Russia             | Arsen Harutyunyan Armenia          | Rahman Amouzad Iran                      |
| 57 kg  | Zaur Uguev Russia             | Arsen Harutyunyan Armenia          | Andrij Jacenko Ucraina                   |
| 61 kg  | Abasgadži Magomedov Russia    | Akhmednabi Gvarzatilov Azerbaigian | Georgi Vangelov Bulgaria                 |
| 61 kg  | Abasgadži Magomedov Russia    | Akhmednabi Gvarzatilov Azerbaigian | Agustín Destribats Argentina             |
| 65 kg  | Vazgen Tevanyan Armenia       | Iszmail Muszukajev Ungheria        | Hor Ohannesjan Ucraina                   |
| 65 kg  | Vazgen Tevanyan Armenia       | Iszmail Muszukajev Ungheria        | Hacı Əliyev Azerbaigian                  |
| 70 kg  | Magomedmurad Gadzhiev Polonia | Haydar Yavuz Turchia               | Arman Andreasyan Armenia                 |
| 70 kg  | Magomedmurad Gadzhiev Polonia | Haydar Yavuz Turchia               | Islambek Orozbekov Kirghizistan          |
| 74 kg  | Razambek Zhamalov Russia      | Frank Chamizo Italia               | Fazlı Eryılmaz Turchia                   |
| 74 kg  | Razambek Zhamalov Russia      | Frank Chamizo Italia               | Tajmuraz Salkazanov Slovacchia           |
| 79 kg  | Achmed Usmanov Russia         | Muhammet Nuri Kotanoğlu Turchia    | Vasyl' Mychajlov Ucraina                 |
| 79 kg  | Achmed Usmanov Russia         | Muhammet Nuri Kotanoğlu Turchia    | Mahamedchabib Kadzimahamedaŭ Bielorussia |
| 86 kg  | Dauren Kurugliev Russia       | Zbigniew Baranowski Polonia        | Osman Göçen Turchia                      |
| 86 kg  | Dauren Kurugliev Russia       | Zbigniew Baranowski Polonia        | Piotr Ianulov Moldavia                   |
| 92 kg  | Alichan Žabrailov Russia      | Georgii Rubaev Moldavia            | Erhan Yaylacı Turchia                    |
| 92 kg  | Alichan Žabrailov Russia      | Georgii Rubaev Moldavia            | Samuel Scherrer Svizzera                 |
| 97 kg  | Abdulrašid Sadulaev Russia    | Aljaksandr Huštyn Bielorussia      | Süleyman Karadeniz Turchia               |
| 97 kg  | Abdulrašid Sadulaev Russia    | Aljaksandr Huštyn Bielorussia      | Achmed Bataev Bulgaria                   |
| 125 kg | Šamil' Šaripov Russia         | Robert Baran Polonia               | Aiaal Lazarev Kirghizistan               |
| 125 kg | Šamil' Šaripov Russia         | Robert Baran Polonia               | Dzjanis Chramjankoŭ Bielorussia          |

### Lotta greco-romana
| Evento | Oro                                 | Argento                    | Bronzo                       |
| 55 kg  | Ėmin Seferšaev Russia               | Şerif Kılıç Turchia        | Abdelkarim Fergat Algeria    |
| 55 kg  | Ėmin Seferšaev Russia               | Şerif Kılıç Turchia        | Eldaniz Azizli Azerbaigian   |
| 60 kg  | Zholaman Sharshenbekov Kirghizistan | Stepan Maryanyan Russia    | Maksim Kažarski Bielorussia  |
| 60 kg  | Zholaman Sharshenbekov Kirghizistan | Stepan Maryanyan Russia    | Kristijan Fris Serbia        |
| 63 kg  | Žambolat Lok'jaev Russia            | Erik Torba Ungheria        | Soslan Daurov Bielorussia    |
| 63 kg  | Žambolat Lok'jaev Russia            | Erik Torba Ungheria        | Kaly Sulaimanov Kirghizistan |
| 67 kg  | Nazir Abdullaev Russia              | Islambek Dadov Azerbaigian | Roman Pacurkowski Polonia    |
| 67 kg  | Nazir Abdullaev Russia              | Islambek Dadov Azerbaigian | Slavik Galstyan Armenia      |
| 72 kg  | Bálint Korpási Ungheria             | Malkhas Amoyan Armenia     | Ruslan Tsarev Kirghizistan   |
| 72 kg  | Bálint Korpási Ungheria             | Malkhas Amoyan Armenia     | Cengiz Arslan Turchia        |
| 77 kg  | Roman Vlasov Russia                 | Zoltán Lévai Ungheria      | Alexandrin Guțu Moldavia     |
| 77 kg  | Roman Vlasov Russia                 | Zoltán Lévai Ungheria      | Viktor Nemeš Serbia          |
| 82 kg  | Milad Alirzaev Russia               | Salih Aydın Turchia        | Radzik Kulijeŭ Bielorussia   |
| 82 kg  | Milad Alirzaev Russia               | Salih Aydın Turchia        | Roland Schwarz Germania      |
| 87 kg  | Kiryl Maskevič Bielorussia          | Davit Chakvetadze Russia   | Zurab Datunashvili Serbia    |
| 87 kg  | Kiryl Maskevič Bielorussia          | Davit Chakvetadze Russia   | Semen Novikov Ucraina        |
| 97 kg  | Musa Evloev Russia                  | Alex Szőke Ungheria        | Artur Omarov Rep. Ceca       |
| 97 kg  | Musa Evloev Russia                  | Alex Szőke Ungheria        | Mohammad Hadi Saravi Iran    |
| 130 kg | Sergej Semënov Russia               | Osman Yıldırım Turchia     | Mykola Kučmij Ucraina        |
| 130 kg | Sergej Semënov Russia               | Osman Yıldırım Turchia     | Beka Kandelaki Azerbaigian   |

### Lotta libera femminile
| Evento | Oro                               | Argento                        | Bronzo                         |
| 50 kg  | Ekaterina Poleščuk Russia         | Lilija Malančuk Ucraina        | Lisa Ersel Germania            |
| 50 kg  | Ekaterina Poleščuk Russia         | Lilija Malančuk Ucraina        | Miglena Seliška Bulgaria       |
| 53 kg  | Maria Prevolaraki Grecia          | Roksana Zasina Polonia         | Zalina Sidakova Bielorussia    |
| 53 kg  | Maria Prevolaraki Grecia          | Roksana Zasina Polonia         | Anželika Vetoškina Russia      |
| 55 kg  | Iryna Kuračkina Bielorussia       | Annika Wendle Germania         | Ol'ga Chorošavceva Russia      |
| 55 kg  | Iryna Kuračkina Bielorussia       | Annika Wendle Germania         | Katarzyna Krawczyk Polonia     |
| 57 kg  | Anastasia Nichita Moldavia        | Anshu Malik India              | Veronika Čumikova Russia       |
| 57 kg  | Anastasia Nichita Moldavia        | Anshu Malik India              | Mehlika Öztürk Turchia         |
| 59 kg  | Svetlana Lipatova Russia          | Mariana Cherdivara Moldavia    | Kateryna Zelenych Ucraina      |
| 59 kg  | Svetlana Lipatova Russia          | Mariana Cherdivara Moldavia    | Magdalena Głodek Polonia       |
| 62 kg  | Aisuluu Tynybekova Kirghizistan   | Anastasija Grigorjeva Lettonia | Ilona Prokopevnjuk Ucraina     |
| 62 kg  | Aisuluu Tynybekova Kirghizistan   | Anastasija Grigorjeva Lettonia | Ljubov' Ovčarova Russia        |
| 65 kg  | Tetjana Rižko Ucraina             | Irina Rîngaci Moldavia         | Elis Manolova Azerbaigian      |
| 65 kg  | Tetjana Rižko Ucraina             | Irina Rîngaci Moldavia         | Mimi Hristova Bulgaria         |
| 68 kg  | Meerim Zhumanazarova Kirghizistan | Adéla Hanzlíčková Rep. Ceca    | Chanum Velieva Russia          |
| 68 kg  | Meerim Zhumanazarova Kirghizistan | Adéla Hanzlíčková Rep. Ceca    | Alina Berežna Ucraina          |
| 72 kg  | Julijana Janeva Bulgaria          | Buse Tosun Turchia             | Zsuzsanna Molnár Slovacchia    |
| 72 kg  | Julijana Janeva Bulgaria          | Buse Tosun Turchia             | Alla Belins'ka Ucraina         |
| 76 kg  | Aline Rotter-Focken Germania      | Yasemin Adar Turchia           | Vasilisa Marzaljuk Bielorussia |
| 76 kg  | Aline Rotter-Focken Germania      | Yasemin Adar Turchia           | Aiperi Medet Kyzy Kirghizistan |

## Medagliere
| Pos.   | Paese        | Oro | Argento | Bronzo | Totale |
| ------ | ------------ | --- | ------- | ------ | ------ |
| 1      | Russia       | 17  | 2       | 5      | 24     |
| 2      | Kirghizistan | 3   | 0       | 5      | 8      |
| 3      | Bielorussia  | 2   | 1       | 7      | 10     |
| 4      | Ungheria     | 1   | 4       | 0      | 5      |
| 5      | Polonia      | 1   | 3       | 3      | 7      |
| 6      | Moldavia     | 1   | 3       | 2      | 6      |
| 7      | Armenia      | 1   | 2       | 2      | 5      |
| 8      | Ucraina      | 1   | 1       | 9      | 11     |
| 9      | Germania     | 1   | 1       | 2      | 4      |
| 10     | Bulgaria     | 1   | 0       | 4      | 5      |
| 11     | Grecia       | 1   | 0       | 0      | 1      |
| 12     | Turchia      | 0   | 7       | 6      | 13     |
| 13     | Azerbaigian  | 0   | 2       | 4      | 6      |
| 14     | Rep. Ceca    | 0   | 1       | 1      | 2      |
| 15     | India        | 0   | 1       | 0      | 1      |
| 15     | Italia       | 0   | 1       | 0      | 1      |
| 15     | Lettonia     | 0   | 1       | 0      | 1      |
| 18     | Serbia       | 0   | 0       | 3      | 3      |
| 19     | Iran         | 0   | 0       | 2      | 2      |
| 19     | Slovacchia   | 0   | 0       | 2      | 2      |
| 21     | Algeria      | 0   | 0       | 1      | 1      |
| 21     | Argentina    | 0   | 0       | 1      | 1      |
| 21     | Svizzera     | 0   | 0       | 1      | 1      |
| Totale | Totale       | 30  | 30      | 60     | 120    |